# 衝効果

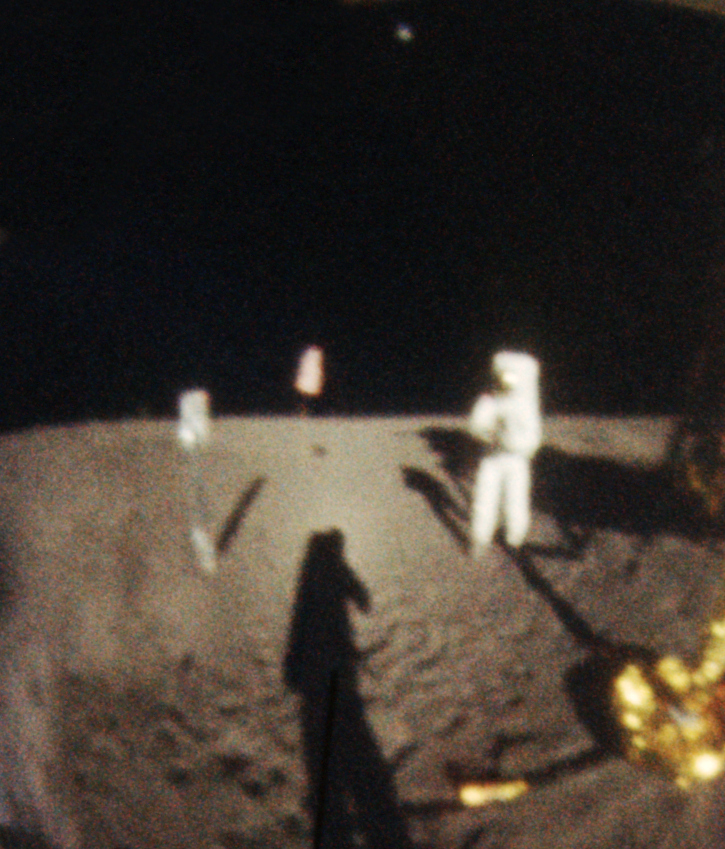
月面で見られる衝効果。バズ・オルドリンの影の周囲が、再帰反射性の強い月の表面における衝効果によって明るくなっているのが分かる。

衝効果 (しょうこうか、英語: opposition surge) とは、粗い表面や多数の粒子に覆われた天体が観測者の真後ろから照らされた時に明るさが増す現象のことである。英語では、opposition effect、opposition spike とも呼ばれる。また、この分野における研究の先駆者であったフーゴ・フォン・ゼーリガーから、ゼーリガー効果 (Seeliger effect) と呼ばれることもある。
この用語は主に天文学の分野で広く使われており、一般に惑星や衛星、彗星などの天体を観測する位相角がゼロに近付いた際に、明るさが急激かつ顕著に上昇する現象を指す。月や火星などが衝の位置にある時の反射光が、単純にランバート反射を仮定した場合に予測される明るさよりも著しく明るく見えることからこの名前で呼ばれている。満月がとりわけ明るく見えるのも、衝効果による増光が部分的に寄与している。この観測的現象の背後にある物理的機構としては、影が隠される効果 (shadow hiding) と干渉性後方散乱 (coherent backscatter) の2つが提案されているが、詳細についてはまだ完全には理解されていない。

## 概要
位相角は、観測者と観測対象の天体、そして光源の3つが成す角によって定義される。太陽系内の場合、光源は太陽であり、観測者は多くの場合は地球にいる。位相角がゼロの時は、観測対象に対して観測者の真後ろから太陽光が当たっており、天体の全面が照らされている状態である。
天体が太陽から照らされる位相角が減少すると、天体の明るさは急速に増加する。これは主に観測者から見て太陽光に照らされている面積が増加することによるものだが、照らされている部分の本質的な明るさの変化も部分的に寄与している。これは、天体からの反射光を観測する角度の違いなどの要因によって影響を受ける。この効果により、満月と半月では太陽光に照らされている面積は正確に2倍しか違わないにもかかわらず、満月の明るさは半月の2倍を大きく超える。

## 物理的機構

### 影が隠される効果
衝効果が起きる原因の一つと考えられているのが、影が隠される効果 (shadow hiding) である。物体表面の反射光の角度が入射光の角度に近い時 (観測者から見て、太陽と観測対象の天体が衝の位置に近い時)、一般に本質的な明るさは最大になる。位相角がゼロの場合、全ての影は消え去り天体表面は完全に照らされている状態になる。位相角がゼロに近付くにつれて見かけの明るさが急激に上昇し、この増光が衝効果として観測される。
この効果は太陽系内の、大気を持たずレゴリスに覆われた天体において特に顕著に現れる。この効果の主要な原因は、他の入射角で太陽光が当たっている時には観測者からは影として見えていたであろう細孔や穴が、観測者のほぼ真後ろからの太陽光が当たっている状態では照らされて明るく見えるようになることである。一般にこの効果は、位相角がゼロに近い非常に狭い範囲でのみ発生する。表面での反射特性が定量的に判明している天体の場合、衝効果による増光の大きさやその位相角依存性は、Hapke parametersと呼ばれる反射特性を表したパラメータのうち2つを使って記述できる。
この説明は、元々は土星が衝に近い時に土星の環がとりわけ明るく見える現象を説明するために、1887年にフーゴ・フォン・ゼーリガーによって初めて提案されたものである。土星の環など惑星の環の場合は、位相角が小さい時には環の粒子の影が見えなくなることによって明るさが増し、衝効果として観測される。

### 干渉性後方散乱
衝効果のもう一つの原因として提案されているのが、干渉性後方散乱である。天体表面にある粒子などの散乱体のサイズが入射光の波長と同程度であり、かつ散乱を起こす粒子の間隔が波長よりも大きい場合、狭い位相角の範囲内で反射光が増幅される。これが干渉性後方散乱と呼ばれる現象である。明るさの増加は、反射光の波の位相が揃うことで強め合うことによって発生する。
干渉性後方散乱はレーダー観測でも確認されている。特に土星探査機カッシーニによるタイタンの波長 2.2 cm のマイクロ波でのレーダー観測では、この波長でのアルベドが大きいことが分かっており、これを説明するには強い干渉性後方散乱が必要であると考えられている。電波での干渉性後方散乱については多くの観測例があり、理論モデルも構築されている。
2006年に小惑星ベスタとの位相角が 0.1° と非常に小さくなり、JAXAや国立天文台の研究者、アマチュア天文家も含めた衝効果の観測が行われた。ベスタの位相角が 0.1° 程度にまで小さくなるのはおよそ100年に1回程度であり、天体観測が光電的に記録されるようになって以降は初めてであった。この観測ではベスタ表面が急激に明るくなる現象が初めて明確に捉えられ、ベスタ表面も衝効果を示すことが明らかになった。この結果は2014年に日本天文学会の欧文研究報告で発表された。この観測では、ベスタで起きている衝効果の原因が干渉性後方散乱であることが突き止められ、多重散乱を起こし、ある程度透明で反射率の高い物質が表層に存在することが示唆された。

### 両機構の合計
衝効果の原因としては上記の2つの効果が挙げられているが、必ずしもどちらか片方のみが発生しているとは限らず、両方の機構が同時に働いている可能性も考えられる。どちらの機構が衝効果に対してより重要であるかは、天体表層の空隙率、平均自由行程、単一の粒子のアルベドなどの物理的特徴に依存する。双方の効果でどれほどの衝効果による増光が期待されるかは、理論的には予測出来ていない。
クレメンタイン探査機が撮影した月面画像の分析では、月の高原では2段階に分かれて衝効果による増光が起きていることが判明し、上記2つの機構が同時に働いていることが示唆された。1段階目の効果は位相角が8度以下で現れ始め、2つの機構のうち「影が隠される効果」によって発生するものとみられている。2段階目の増光は位相角2度以下という狭い範囲でのみ顕在化し、1段目の増光と比べて数分の一の増光幅に留まる比較的弱い増光で、「干渉性後方散乱」の機構によって発生したとみられている。これらの増光の様態は観測波長や地域によって差があり、特に観測波長0.75-1マイクロメートル、高原地域という条件では2段階目の増光がはっきりと検出できたが、短波長での観測の場合や月の海に当たる地域では2段階目の増光は不明瞭であった。

## 太陽系内での観測
衝効果が初めて報告されたのは土星の環の明るさの変化においてであり、これは100年以上前の1887年にまで遡る。
天体の表面における衝効果が初めて確認されたのは、1955年に天文学者トム・ゲーレルスが小惑星マッサリアを観測した時である。彼はマッサリアの位相角が 0°〜20° になるまでの明るさの変化を観測した。その結果、位相角が 7°〜20° の間は明るさの変化は 1° あたり 0.03 等級だったが、位相角が 7° よりも小さい時は明るさの変化割合がそれより大きくなることが判明した。ゲーレルスらによる後の研究では、この効果は月の明るさの変化でも見られることが示されている。ゲーレルスはこの現象に対して衝効果 (opposition effect) という新しい用語を与えたが、今日では「opposition surge」という用語の方が広く使用されている。
ゲーレルスの初期の研究以降、衝効果は太陽系内の大気を持たない天体で検出されている。一定量の大気を持った天体においては、衝効果による増光は発見されていない。すべての大気を持たない天体が顕著な衝効果を示すとは限らず、反射率の高いガリレオ衛星やいくつかの小惑星、月や火星などで衝効果が検出されている。
月における衝効果の観測では、位相角が 4° から 0° にかけて明るさが40%あまり変化することが示されている。また、比較的滑らかな表面を持つ月の海の領域より、粗い表面を持つ高原地域の方が衝効果による明るさの増加が大きいことも判明している。この観測では衝効果の大きさは波長にはあまり依存しないことが分かっており、0.41 µm での増光は 1.00 µm より 3-4% 大きいのみであった。この結果は、月の表面で発生している衝効果は、干渉性後方散乱よりも影が隠されている効果の方が寄与が大きいことを示唆している。
衝効果が位相角が非常に小さくゼロに近い場合に顕著に現れるが、地上から観測する場合は特定の天体がそのような位置関係になるタイミングは極めて限られている。しかし探査機による観測の場合は、太陽を背にすることで比較的容易に低位相角からの観測が可能となり、衝効果の観測を行うことができる。例えば小惑星探査機はやぶさは、太陽を背にして低位相角からイトカワ表面の観測を行うことで、衝効果を検出している。この観測では、イトカワ表面にできたはやぶさの影の周囲が、別の場所よりも明確に明るくなっていることが分かる (出典のリンク先参照)。レゴリスに覆われた表面で衝効果が顕著に現れることは知られていたが、イトカワの観測ではレゴリスに覆われていない岩石の表面でも衝効果が見られることが分かっている。この理由についてはまだ明らかになっていない。また、はやぶさの後継機であるはやぶさ2によるリュウグウの観測でも、衝効果が見られている。